# Штадлерн
Штадлерн (њем. Stadlern) општина је у њемачкој савезној држави Баварска. Једно је од 33 општинска средишта округа Швандорф. Према процјени из 2010. у општини је живјело 602 становника. Посједује регионалну шифру (AGS) 9376167.

## Географски и демографски подаци
Штадлерн се налази у савезној држави Баварска у округу Швандорф. Општина се налази на надморској висини од 708 метара. Површина општине износи 10,6 km². У самом мјесту је, према процјени из 2010. године, живјело 602 становника. Просјечна густина становништва износи 57 становника/km².